# Costeado
João Ribeiro da Silva, plus communément appelé Costeado, est un footballeur portugais né le 3 janvier 1959 à Creixomil (Guimarães). Il évoluait au poste d'arrière droit.

## Biographie

### En club
Costeado évolue au Portugal durant toute sa carrière dans les clubs du Vitória Guimarães, de l'AD Fafe, du SC Salgueiros, du SC Beira-Mar, de l'Estrela da Amadora et du FC Penafiel,,.
Avec le Vitória Guimarães, il est finaliste de la Coupe du Portugal en 1988,.
Avec le club minhoto, il joue notamment 13 matchs pour aucun but marqué en Coupe UEFA.
Il remporte la Coupe du Portugal en 1990 avec l'Estrela da Amadora.
Il dispute 197 matchs pour 5 buts marqués en première division portugaise durant 11 saisons,.

### En équipe nationale
International portugais, il reçoit quatre sélections en équipe du Portugal en 1987, pour aucun but marqué.
Son premier match est disputé le 7 janvier 1987 en amical contre la Grèce (match nul 1-1 à Portalegre).
Il dispute un autre match amical le 4 février 1987 contre la Belgique (victoire 1-0 à Braga).
Ses deux derniers matchs sont disputés dans le cadre des qualifications pour l'Euro 1988 : le 5 décembre 1987  contre l'Italie (défaite 0-3 à Milan) et le 20 décembre 1987 contre Malte (victoire 1-0 à Ħ'Attard).

## Palmarès
Avec le Vitória Guimarães :
- Finaliste de la Coupe du Portugal en 1988

Avec l'Estrela da Amadora :
- Vainqueur de la Coupe du Portugal en 1990